# Толстая, Александра Львовна
Алекса́ндра Льво́вна Толста́я (18 [30] июня 1884, Ясная Поляна, Тульская губерния — 26 сентября 1979, Уэлли-Коттидж, Нью-Йорк) — младшая дочь и секретарь Льва Толстого, автор воспоминаний об отце. Основательница и первая руководительница музея в Ясной Поляне и Толстовского фонда.

## Биография
Александра Львовна Толстая родилась в усадьбе Ясная Поляна 18 (30) июня 1884 года. Получила прекрасное домашнее образование. В семье девочку называли Саша. Её наставниками были  гувернантки и старшие сестры, которые занимались с ней больше, чем Софья Андреевна и отец.

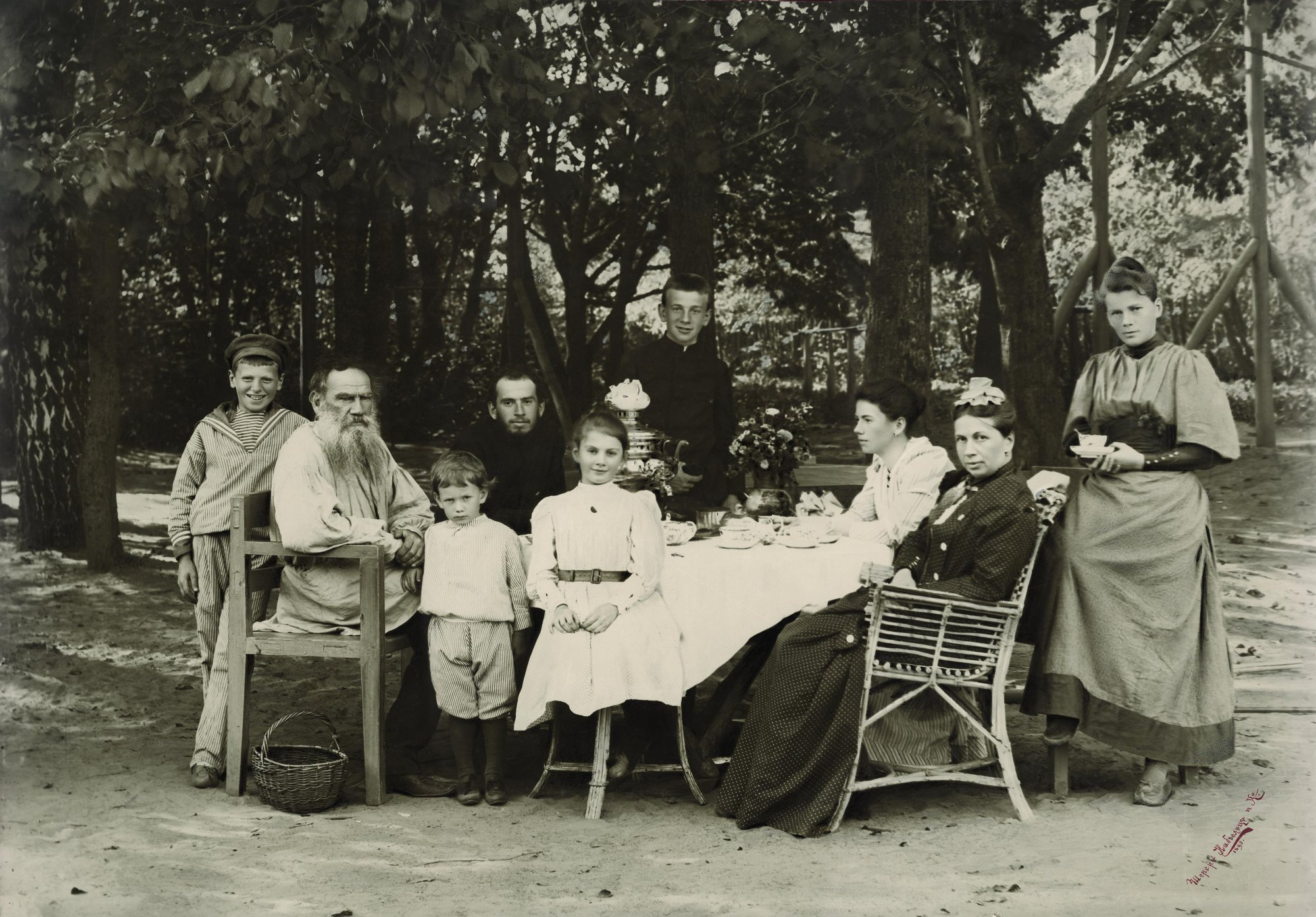
Ясная Поляна. Семья Л. Н. Толстого. Александра — в центре (1892)

Когда Александре исполнилось 16 лет, произошло её сближение с отцом. С тех пор она всю жизнь посвятила ему. Выполняла секретарскую работу, писала под диктовку отца его дневник, освоила стенографию, машинопись.
22 июля 1910 года Толстой подписал завещание, по которому Александра стала распорядительницей его литературного наследия. В семейной драме родителей она полностью была на стороне отца. Толстой посвятил её, единственную из его родных, в планы своего ухода из Ясной Поляны. В ночь с 27 на 28 октября 1910 года она провожала отца, покинувшего дом, а 30 октября присоединилась к нему в Шамордине и находилась с ним до самого конца его жизни.
В самом начале Первой мировой войны (1914) она окончила курсы сестёр милосердия и ушла добровольно на фронт, служила на Кавказском медсестрой и Северо-Западном фронтах (начальница военно-медицинского отряда). 21 ноября 1915 года Главный комитет Всероссийского Земского Союза помощи больным и раненым (ВЗС) избрал Александру Толстую своей уполномоченной. Александра Львовна работала почти без отдыха. Награждена Георгиевской медалью 4-й и 3-й степеней. (Медаль 3 степени. Номер — 185606, награждена 15.08.1916 г.). Была ранена.
После Октябрьской революции 1917 года Толстая не захотела примириться с новой властью, преследовавшей инакомыслящих. Будучи страстной правозащитницей, Александра Львовна не могла молчать и открыто выступала против насилия.
В 1920 году была арестована ВЧК, была подсудимой по делу «Тактического центра» в Верховном революционном трибунале. На суде заявила, что она лишь ставила самовар для участников совещаний организации, проходивших в её квартире. (В связи с этим Александр Хирьяков в своей поэме «Страшный заговор, или Торжество советской власти» писал: «Тушите свой гражданский жар // В стране, где смелую девицу // Ввергают в тесную темницу // За то, что ставит самовар»). Была приговорена к трём годам заключения, которое отбывала в лагере Новоспасского монастыря. Благодаря ходатайству крестьян Ясной Поляны её освободили досрочно в 1921 году. Она вернулась в родную усадьбу, а после соответствующего декрета ВЦИК стала хранительницей музея. Организовала в Ясной Поляне культурно-просветительный центр, открыла школу, больницу, аптеку. Была членом созданного в июле 1921 года декретом ВЦИК Всероссийского комитета помощи голодающим (Всероспомгол), который спустя немногим более месяца, в августе того же года, был ликвидирован постановлением того же ВЦИК.
В 1920-х также принимала активное участие в деятельности Американской администрации помощи (АРА) в Советской России, была сотрудником её представительства в Москве; состояла под плотным наблюдением ВЧК. В секретном докладе ВЧК советскому правительству особо отмечалось, что на работу в представительство АРА в Москве принята графиня Толстая, которая «явно высказывает ненависть к Советской власти».
В 1924 году в прессе стали появляться статьи об Александре Львовне, в которых она обвинялась в неправильном ведении дел. В 1929 году покинула Советский Союз, уехав в Японию для чтения лекций. В 1931 году отказалась от советского гражданства, а через некоторое время переехала в США.
За границей она выступала с лекциями об отце во многих университетах. В 1939 году организовала и возглавила занимавшийся помощью русским беженцам Толстовский фонд, филиалы которого сейчас находятся во многих странах.
В 1941 году она приняла гражданство США и отказалась от титула графини.
В последующие годы она помогла многим русским эмигрантам, в частности Владимиру Набокову, обосноваться в США. В 1942 году писатель критиковал роман Александры Львовны «Предрассветный туман» во вновь открытом нью-йоркском «Новом журнале», в результате чего публикация романа была прервана; полный текст его не известен.
В 1952 году возглавила Общественный совет созданного в Нью-Йорке Издательства имени Чехова.
В ноябре 1956 года во время ввода войск в Венгрию на массовом митинге в «Мэдисон-сквер-гарден» Александра Толстая выступила по-русски с призывом, который был передан по «Радио Свобода»:
«В мире происходят великие события — Польша, Венгрия борются за свободу. Русские солдаты! Где вы? С кем вы? Сознаете ли вы ту непобедимую силу, которая во все времена представляла из себя русская армия, армия, которая избавила русский народ от татарского ига, которая в 1812 году изгнала французов из России, сломала мощь Гитлера! С кем вы? С героями-венграми, которые, презрев страх, лишения, страдания, мученичество и даже смерть, с голыми руками пошли против своих поработителей? Или вы с врагами и палачами русского народа, которые вас принудили идти проливать кровь героев-венгров, борющихся за свою и вашу свободу»
В Советском Союзе Александру Толстую убрали из всех фотоснимков и кинохроник, её имя не упоминалось в примечаниях и мемуарах, экскурсионных рассказах и музейных экспозициях.
В канун празднования 150-летия со дня рождения Льва Толстого (1978) прислала в яснополянский музей письмо, в котором писала: «Мне тяжело, что в эти драгоценные для меня дни я не могу быть с вами, с моим народом, на русской земле. Мысленно я никогда с вами не расстаюсь».
Скончалась 26 сентября 1979 года в Уэлли-Коттедж (штат Нью-Йорк) в возрасте 95 лет. Отпевал её первоиерарх РПЦЗ митрополит Филарет (Вознесенский), который в своём надгробном слове сказал, что Церковь скорбит вместе с Александрой Львовной и членами семьи Льва Толстого о том, что с ним случилось (имеется в виду определение Святейшего синода о графе Льве Толстом).
Общественная гуманитарная деятельность Толстой отмечена Конгрессом русских американцев, принявшим 9 июня 1979 года решение об избрании её в Палату славы.

## Сочинения
- Об уходе и смерти Л. Н. Толстого. — Тула, 1928.
- Из воспоминаний // Современные записки. — Париж, 1931.— № 45, 46, 47; 1932.— № 48, 49, 50; 1933.— № 51, 52.
- Ученик отца?: Из воспоминаний Александры Львовны Толстой // Новое русское слово.— Нью-Йорк, 1935.— 17 ноября (№ 8327).— С. 1, 6: портр.
- Предрассветный туман. Роман. // Новый журнал (Нью-Йорк). — 1942. — № 1, 2, 3. (Неоконч.)
- О деятельности Толстовского Фонда // Новое русское слово.— Нью-Йорк, 1946.— 14 июля (№ 12495).— С. 5.
- Помогите русским беженцам // Новое русское слово.— Нью-Йорк, 1947.— 6 апреля (№ 12762).— С. 7.
- О переселении русских в Аргентину // Новое русское слово.— Нью-Йорк, 1947.— 29 июля (№ 12878).— С. 3.
- «Ди-Пи»: От Толстовского Фонда // Новое русское слово.— Нью-Йорк, 1950.— 25 марта (№ 13847).— С. 2.
- К русским людям, прибывшим в Америку: Обращение председательницы Толстовского Фонда Александры Львовны Толстой // Новое русское слово.— Нью-Йорк, 1950.— 24 сентября (№ 14030).— С. 6.
- Кавказ: Глава из биографии Л. Н. Толстого // Новое русское слово.— Нью-Йорк, 1950.— 26 ноября (№ 14093).— С. 2, 3.
- Помогите русским беженцам в Триесте // Новое русское слово.— Нью-Йорк, 1951.— 5 января (№ 14134).— С. 3.
- Отец. Жизнь Льва Толстого. — Нью-Йорк, 1953. Т. 1—2; М.: Книга, 1989.— ISBN 5-212-00242-7; М.: Спаррк, 2001.— Т. 1.— ISBN 5-7315-0142-4; Т. 2.— ISBN 5-7315-0143-2
- Православная вера там и здесь // Новое русское слово.— Нью-Йорк, 1954.— 4 декабря (№ 15561).— С. 2.
- А. Л. Толстая о фильме «Война и Мир» // Новое русское слово.— Нью-Йорк, 1956.— 18 сентября (№ 15788).— С. 4 (Письмо в редакцию).
- История Толстовского Фонда: (К XX-летию его существования) // Новое русское слово.— Нью-Йорк, 1959.— 7 июня (№ 16880).— С. 2, 7.
- Задачи Толстовского Фонда сегодня: К XX-летию его существования // Новое русское слово.— Нью-Йорк, 1959.— 11 июня (№ 16884).— С. 2.
- Отрывки воспоминаний // Новое русское слово.— Нью-Йорк, 1960.— 24 апреля (№ 17202).— С. 18.
- К 50-летию со дня смерти Льва Толстого // Новое русское слово.— Нью-Йорк, 1960.— 22 мая (№ 17230).— С. 5.
- Памяти Бориса Пастернака: Слово Александра Львовны Толстой по поводу смерти Бориса Пастернака, переданное по радиостанции «Свобода» 2 июня с. г. // Новое русское слово.— Нью-Йорк, 1960.— 5 июня (№ 17244).— С. 8.
- По поводу международной конференции памяти Л. Н. Толстого в Венеции [О докладе проф. Н. К. Гудзия, посвящённого изданию полного собрания сочинений писателя] // Новое русское слово.— Нью-Йорк, 1960.— 21 августа (№ 17331).— С. 6 (Письма в редакцию).
- Фритьоф Нансен // Новое русское слово.— Нью-Йорк, 1961.— 10 октября (№ 17746).— С. 3.
- Русская молодёжь в эмиграции // Новое русское слово.— Нью-Йорк, 1962.— 3 февраля (№ 17862).— С. 6.
- Памяти В. Н. Вергун // Новое русское слово.— Нью-Йорк, 1962.— 21 октября (№ 18122).— С. 5.
- Памяти Н. Г. Литвиновой // Новое русское слово.— Нью-Йорк, 1963.— 28 февраля (№ 18252).— С. 4.
- Молитва: Нельзя убить веру в русском народе // Новое русское слово.— Нью-Йорк, 1963.— 6 октября (№ 18472).— С. 5.
- Староверы // Новое русское слово.— Нью-Йорк, 1963.— 17 октября (№ 18483).— С. 2.
- В. А. Петров [Некролог] // Новое русское слово.— Нью-Йорк, 1963.— 3 ноября (№ 18500).— С. 5.
- Н. Н. Герард [Некролог] // Новое русское слово.— Нью-Йорк, 1963.— 28 ноября (№ 18525).— С. 4.
- Проблески во тьме. — Вашингтон, 1965; М.: Патриот, 1991.— (Эпоха. Хроника. Образ).— ISBN 5-7030-0524-8
- Памяти М. А. Кнутсон // Новое русское слово.— Нью-Йорк, 1967.— 17 февраля (№ 19702).— С. 3.
- Сборник «Российская эмиграция и её вклад в мировую культуру» // Новое русское слово.— Нью-Йорк, 1967.— 2 июня (№ 19807).— С. 3.
- «Насекомая» // Новое русское слово.— Нью-Йорк, 1967.— 3 сентября (№ 19900).— С. 2.
- Николка // Новое русское слово.— Нью-Йорк, 1967.— 17 сентября (№ 19914).— С. 2.
- Пятьдесят лет // Новое русское слово.— Нью-Йорк, 1967.— 19 ноября (№ 19977).— С. 3.
- Иван Владимирович Иванцов: (Некролог) // Новое русское слово.— Нью-Йорк, 1967.— 26 ноября (№ 19984).— С. 5.
- Петька // Новое русское слово.— Нью-Йорк, 1967.— 30 декабря (№ 20018).— С. 3.
- Аполлон Бельведерский // Новое русское слово.— Нью-Йорк, 1969.— 16 февраля (№ 20432).— С. 2.
- Правда о Толстом: По поводу книги Анри Тройя «Толстой» / Предисл. Б. Бровцына // Новое русское слово.— Нью-Йорк, 1969.— 3 апреля (№ 20478).— С. 2; 4 апреля (№ 20479).— С. 2; 5 апреля (№ 20480).— С. 2; 7 апреля (№ 20482).— С. 2.
- Достоевский и Толстой // Новое русское слово.— Нью-Йорк, 1969.— 10 августа (№ 21607).— С. 5.
- Служащие в Ясной Поляне // Новое русское слово.— Нью-Йорк, 1969.— 31 августа (№ 21628).— С. 4.
- По поводу книги Светланы Аллилуевой [«Только один год»] // Новое русское слово.— Нью-Йорк, 1969.— 26 октября (№ 21684).— С. 5.
- Неужели повторится история? // Новое русское слово.— Нью-Йорк, 1969.— 16 ноября (№ 21705).— С. 7, 8.
- Ясная Поляна // Новое русское слово.— Нью-Йорк, 1969.— 23 ноября (№ 21712).— С. 2.
- Памяти д-ра И. Колтона // Новое русское слово.— Нью-Йорк, 1970.— 6 июня (№ 21907).— С. 3.
- В чём сила творчества // Новое русское слово.— Нью-Йорк, 1971.— 14 марта (№ 22188).— С. 5.
- Б. В. Сергиевский [Некролог] // Новое русское слово.— Нью-Йорк, 1971.— 4 декабря (№ 22453).— С. 3.
- Сны (Из воспоминаний) // Новое русское слово.— Нью-Йорк, 1972.— 20 августа (№ 22713).— С. 3.
- Цыганская музыка в семье Толстых // Новое русское слово.— Нью-Йорк, 1972.— 24 сентября (№ 22748).— С. 5.
- [Отклик на смерть М. Е. Вейнбаума] // Новое русское слово.— Нью-Йорк, 1973.— 23 марта (№ 22928).— С. 3.
- Новые статуи Толстого [работы скульпторов Е. Валова и В. Кузнецова] // Новое русское слово.— Нью-Йорк, 1973.— 16 октября (№ 23127).— С. 4 (Письма в редакцию).
- Из воспоминаний лектора // Новое русское слово.— Нью-Йорк, 1973.— 21 октября (№ 23132).— С. 5.
- Чудесная встреча // Новое русское слово.— Нью-Йорк, 1973.— 28 октября (№ 23138).— С. 5.
- Как погибли мои преданные друзья // Новое русское слово.— Нью-Йорк, 1973.— 2 декабря (№ 23168).— С. 3.
- Волшебная страна: Из прошлого // Новое русское слово.— Нью-Йорк, 1974.— 30 июня (№ 22356).— С. 3: портр.; 7 июля (№ 22362).— С. 3; 14 июля (№ 22368).— С. 3; 21 июля (№ 22374).— С. 3; 28 июля (№ 22380).— С. 3; 4 августа (№ 22386).— С. 3; 11 августа (№ 22392).— С. 3; 18 августа (№ 22398).— С. 3; 25 августа (№ 22404).— С. 4; 1 сентября (№ 23410).— С. 4; 8 сентября (№ 23416).— С. 3; 15 сентября (№ 23422).— С. 2; 22 сентября (№ 23428).— С. 5; 29 сентября (№ 23434).— С. 4; 6 октября (№ 23440).— С. 4; 13 октября (№ 23446).— С. 2; 20 октября (№ 23452).— С. 4, 6; 27 октября (№ 23458).— С. 7; 3 ноября (№ 23464).— С. 4, 6; 10 ноября (№ 23470).— С. 4; 17 ноября (№ 23476).— С. 3; 24 ноября (№ 23482).— С. 4; 1 декабря (№ 23488).— С. 4; 8 декабря (№ 23494).— С. 8; 15 декабря (№ 23500).— С. 7; 22 декабря (№ 23506).— С. 4; 29 декабря (№ 23512).— С. 7; 1975.— 5 января (№ 23518).— С. 7.
- Сказка о картошке, свинке и чудесном Сухуме // Новое русское слово.— Нью-Йорк, 1975.— 19 января (№ 23530).— С. 2.
- Гости Ясной Поляны // Новое русское слово.— Нью-Йорк, 1978.— 10 сентября (№ 24671).— С. 2: ил.
- Дочь. — Лондон, 1979; М.: Книга и бизнес, 1992.— (Время и судьбы).— ISBN 5-212-00445-4; М.: Вагриус, 2000.— (Мой 20 век).— ISBN 5-264-00161-8
- Младшая дочь / Подгот. текста, вступ. ст. и примеч. С. А. Розановой // Новый мир.— 1988.— № 11.— С. 188—214; № 12.— С. 206—216.
- Письма А. Л. Толстой [1974—1977] / Предисл., публ. и примеч. А. Бабореко // Наше наследие.— 1991.— № 5.— С. 98-102: портр., ил.

## Комментарии
1. ↑  Информация мемуаристки Нины Берберовой о том, что Толстая была награждена тремя Георгиевскими крестами и удостоена звания полковника, документально не подтверждается.